# Biburg
Biburg là một đô thị thuộc huyện Kelheim, bang Bayern, Đức. Biburg có diện tích 14,21 km2.